# Ordelaffo Falier
Ordelaffo Falier, o Ordelaf Faledro, Faletro (Venezia, anni 1070 – Zara, 1117 o 1118), fu il 34º doge della Repubblica di Venezia.

## Origini
Scarse le notizie biografiche: appartenente al ramo "Dedoni" o "Deodoni" dell'importante famiglia Falier, le cronache posteriori lo fanno figlio del doge Vitale Falier, anche se non si traggono informazioni dai documenti coevi. Si osservi che il nome "Ordelaf" è il palindromo del cognome "Faledro".
Sposò una tale Matelda, che gli sopravvisse per almeno dieci anni. Non è chiaro da che casato essa provenisse: secondo alcuni era una Este, per altri era imparentata con la famiglia di Baldovino di Gerusalemme; certamente era di famiglia nobile e ricca, visto che portò in dote 8.000 lire. Da lei ebbe due figli: Bonifacio, da identificare forse con l'omonimo vescovo di Castello, e Vitale, ambasciatore presso il re di Ungheria.

## Dogato
Fu eletto doge probabilmente nella primavera del 1102 ma, vista la scarsità di fonti antiche, la data è controversa. In molti documenti il doge è ricordato come iuvenis.
Il suo governo affrontò fin dall'inizio non poche difficoltà. Anzitutto, le calamità naturali: in questo periodo la città fu gravemente colpita da numerosi incendi (gennaio e aprile 1106 o 1107), cui seguì, nel 1117 (e forse ancora nel 1118) un terremoto. Il disastro più pesante avvenne nel 1110, quando una mareggiata distrusse Malamocco, importante centro lagunare e antica sede del governo; questo evento provocò peraltro il trasferimento del vescovo locale a Chioggia.
Si aggiunsero poi le guerre in Terraferma. Nel 1101 (o nel 1102) l'esercito era accorso in aiuto di Matilde di Canossa durante l'assedio di Ferrara. Nel 1107 il vescovo di Treviso Gumboldo saccheggiava l'abbazia di Sant'Ilario. Nello stesso periodo i Padovani si opposero con le armi alle opere idrauliche attorno al corso del Brenta. Altri conflitti si ebbero con Ravenna. Solo con Verona si riuscì a concludere un'alleanza commerciale e militare.
Nel 1108 i Normanni di Boemondo attaccarono l'Impero Bizantino, colpendo così gli interessi veneziani sulla libera navigazione nel basso Adriatico. Il Falier venne allora incontro alle richieste di Alessio I e inviò una flotta e Boemondo fu sconfitto.
Migliori furono i rapporti con Enrico V di Franconia, con il quale venne rinnovato l'antico pactum Lotharii (1111). Con questo trattato Venezia prendeva le distanze dalle pretese dei vescovi e dei comuni del Norditalia, con i quali era in contrasto. Nel 1116 l'imperatore visitò la città e fu fastosamente accolto dal doge.
Altro importante avvenimento durante il governo del Falier fu la fondazione dell'Arsenale, testimoniata dall'erezione di un muro che ne delimitasse l'area (1104). Il doge si dedicò inoltre alla costruzione della Basilica di San Marco: sono di questo periodo i mosaici più antichi e almeno una dei portali dell'atrio, oltre che la notissima pala d'oro, secondo Andrea Dandolo commissionata dallo stesso doge nel 1105.
Nel 1112 il Falier si adoperò per la vendita alla famiglia Baseggio di un terreno pubblico situato a San Bartolomeo. Le 2.000 lire ricavate permisero al governo di saldare dei debiti e di finanziare una legazione del patriarca di Grado a Costantinopoli. Parte del denaro servì inoltre per preparare una flotta che fu forse impiegata nella successiva riconquista della Dalmazia.

### La riconquista della Dalmazia e la morte
La Dalmazia rappresentava la principale questione di Venezia. Nel 1102 la corona di Croazia e la corona di Ungheria erano state riunite nella persona del re magiaro Colomanno, che aveva cominciato a sottomettere le varie piazzeforti veneziane lungo la costa, da Spalato a Zara. Per la difficoltosa situazione in cui si era trovata ad inizio secolo, la Repubblica non poté intervenire. Solo dopo la conclusione delle lotte con i Normanni e i comuni vicini, Venezia poté allestire una flotta.
Le campagne si svolsero a partire dal 1115 e furono guidate dallo stesso Falier, ma il doge perse la vita proprio durante uno di questi scontri, avvenuto presso Zara. Discussa la data precisa: le fonti antiche asseriscono che il dogato fosse durato quindici anni, quindi andrebbe collocata tra il 1117 e il 1118. Il suo corpo, dapprima condotto a Zara, fu poi portato a Venezia e inumato nell'atrio della Basilica di San Marco, ma della sua tomba oggi non resta traccia.
Con la morte del doge, le città dalmate appena conquistate caddero nuovamente in mano ungherese.

### Critiche
Secondo i cronisti il Falier avrebbe favorito i membri della sua famiglia: in effetti, in questo periodo una Maria Falier risulta badessa di San Zaccaria, mentre un Giovanni e un Domenico Falier furono nominati iudices dallo stesso doge; tra i diplomatici inviati presso Enrico V compare anche un Vitale Falier; infine un Faletro Falier fu eletto, sempre durante questo dogato, abate del monastero della Santissima Trinità e di San Michele di Brondolo.